# Apollonios de Myndos
Pour les articles homonymes, voir Apollonios.
Apollonius ou Apollonios de Myndos (en grec ancien Απολλώνιος, Apollṓnios), aussi appelé Apollonius Myndien, est originaire de Myndos. 

## Biographie
Apollonios de Myndos a vécu à l'époque d'Alexandre le Grand, soit au IVe siècle avant notre ère.
Sénèque a conservé sa mémoire dans son livre sur les Questions Naturelles, 7-III, où il indique qu'Épigène de Byzance et lui prétendaient avoir appris leur art des astrologues chaldéens. Apollonios de Myndos est cité pour son avis sur les comètes. Il était particulièrement habile à expliquer les horoscopes. 
Dans l'Antiquité, Aristote affirmait dans les Météorologiques que les comètes sont des phénomènes de basse altitude faisant partie du monde sublunaire régi par les lois terrestres car les cieux sont parfaits et doivent obéir aux lois de l'harmonie et que les comètes sont irrégulières, donc imparfaites. Les comètes sont des exhalaisons terrestres qui s'élèvent dans l'air pur jusqu'à la partie supérieure, s'y condensent, et prennent feu sous l'action des astres, dont le Soleil. La tête de la comète alimente la queue qui s'embrase. Apollonios de Myndos dit que, pour les Chaldéens, les comètes sont des astres errants, des planètes faisant partie du monde au-delà de la Lune, et qu'ils en connaissaient le cours. Épigène affirmait le contraire[pas clair]. 
L'opinion d'Aristote sur les comètes a été acceptée jusqu'au XVIe siècle, quand Tycho Brahé a réussi à départager les deux opinions en faisant des mesures précises du mouvement de la comète de 1577. Sénèque s'oppose à l'avis d'Apollonios dans le paragraphe suivant, 7-XVIII. Les déclarations d'Apollonios concernant les comètes conservées par Sénèque montrent que ses œuvres étaient d'une grande importance pour l'astronomie de l'Antiquité. 
L'affirmation d'Étienne de Byzance que le grammairien Apollonios de Myndos était la même personne est douteuse.

### Bases de données et dictionnaires
- Notices d'autorité :   - VIAF
  - GND